# Michelle Jenneke
Michelle (Shelly) Jenneke (Kenthurst, 23 juni 1993) is een Australische hordeloopster. In 2012 werd ze een hit op internet door haar danspasjes tijdens de warming-up. Ze nam tweemaal deel aan de Olympische Spelen.

## Atletiek
Jenneke wordt vanaf haar tiende jaar gecoacht door Mick Zisti op de Cherrybrook Athletics Club. In maart 2010 werd ze eerste op de 100 m horden op de Australische kampioenschappen voor junioren en later dat jaar werd ze op ditzelfde onderdeel tweede op de Olympische Jeugdzomerspelen. 
In 2012 werd Jenneke vijfde op de 100 m horden tijdens de wereldkampioenschappen voor junioren in Barcelona.

## Titels
- Australisch kampioene 100 m horden - 2016, 2023, 2024

## Persoonlijke records
Outdoor
| Afstand      | Tijd               | Datum          | Plaats   |
| ------------ | ------------------ | -------------- | -------- |
| 100 m        | 11,63 s (+1,0 m/s) | 7 januari 2023 | Brisbane |
| 200 m        | 24,33 s (-1,6 m/s) | 14 april 2019  | Sydney   |
| 100 m horden | 12,65 s (+1,6 m/s) | 7 juli 2024    | Hengelo  |

Indoor
| Afstand     | Tijd   | Datum            | Plaats  |
| ----------- | ------ | ---------------- | ------- |
| 60 m horden | 7,89 s | 10 februari 2023 | Berlijn |

## Palmares

### 60 m horden
- 2016: 4e in serie WK indoor – 8,10 s
- 2024: 5e in ½ fin. WK indoor 8,04 s (in serie 7,97 s)

### 100 m horden
- 2010:  Jeugd OS – 13,46 s
- 2011:  Australische kamp. – 14,25 s (-1,1 m/s)
- 2012: 5e WK U20 – 13,54 s
- 2014:  Australische kamp. – 13,34 s (+0,1 m/s)
- 2014: 5e Gemenebestspelen – 13,36
- 2015:  Australische kamp. – 12,82 s (+1,3 m/s)
- 2015:  Universiade - 12,94 s
- 2015: 6e in ½ fin. WK – 13,01 s (-0,4 m/s)
- 2016: 6e in serie OS – 13,26 s (-0,2 m/s)
- 2016:  Australische kamp. – 12,93 s (+2,0 m/s)
- 2017:  Australische kamp. - 13,12 s (+2,3 m/s)
- 2017: 7e in ½ fin. WK – 13,25 s (+0,5 m/s) (in serie 13,11 s)
- 2018:  Australische kamp. - 13140 (+1,1 m/s)
- 2018: 4e Gemenebestspelen – 13,07 s (+0,2 m/s) (in serie 12,99 s)
- 2019:  Australische kamp. - 13,§2 (+0,0 m/s)
- 2019: 7e in ½ fin. WK – 13,09 s (+1,0 m/s) (in serie 12,98 s)
- 2021:  Australische kamp. - 13,30 (+0,7 m/s)
- 2022:  Australische kamp. - 13,05 (+0,5 m/s)
- 2022: 5e in ½ fin. WK – 12,66 s (+0,9 m/s)
- 2022: 5e Gemenebestspelen – 12,68 s (-0,2 m/s)
- 2023:  Australische kamp. - 12,77 s (-0,1 m/s)
- 2023: 5e in ½ fin. WK – 12,80 s (-0,4 m/s) (in serie 12,71 s)
- 2024:  Australische kamp. - 12,88 s (+0,0 m/s)
- 2024: 6e FBK Games - 12,65 s (+1,6 m/s)
- 2024: 7e in herk. OS – 13,86 s (+0,1 m/s)